# Ракетный планёр
Ракетный планер (ракетопланер) — начал разрабатываться в Группе изучения реактивного движения (ГИРД) — научно-исследовательская и опытно-конструкторская организация, занимавшаяся разработкой ракет и двигателей, председатель — Королёв С. П., бригадой № 4, руководителем которой так же был Королёв. После слияния ГИРД и Газодинамической лаборатории (ГДЛ) 31 октября 1933 года — Реактивный научно-исследовательский институт (РНИИ). Основной принцип полёта — разгон планёра жидкостным ракетным двигателем с дальнейшим планированием. Фото есть здесь.
- РП-1 — ракетный планёр конструкции Б. И. Черановского на основе серийного планёра БИЧ-11 с жидкостным ракетным двигателем ОР-2 конструкции Ф. А. Цандера, изготовлен в декабре 1932 года. При первом испытании в марте 1933 года разрушился двигатель.
- РП-318[2]— первый советский пилотируемый ракетный планёр с жидкостным ракетным двигателем, созданный в 1936—1940 годах в РНИИ по проекту С. П. Королёва. РП-318 — моноплан со среднерасположенным крылом большого удлинения; топливные баки размещались в фюзеляже, за кабиной пилота, двигатель — в хвостовой части, под оперением. Стартовый вес 657 кг, вес топлива (азотная кислота и керосин) 75 кг, длина 7,9 м, размах крыльев 17 м, расчётная скорость полёта до 270 км/час. Наземная отработка проводилась в 1936—1938 годах с РД ОРМ-65, а дальнейшая и полёты — с двигателем РДА-1-150.

РНИИ тогда не имел своей лётно-испытательной станции. За помощью в поисках лётчика обратились к авиаконструктору А. Я. Щербакову, тот охотно отозвался на просьбу и предложил, чтобы лётные испытания ракетоплана провел один из лучших лётчиков его предприятия — В. П. Федоров. Испытателя предупредили, что полёт может оказаться небезопасным. Однако Федоров, сознавая степень риска, без колебаний согласился провести испытания.

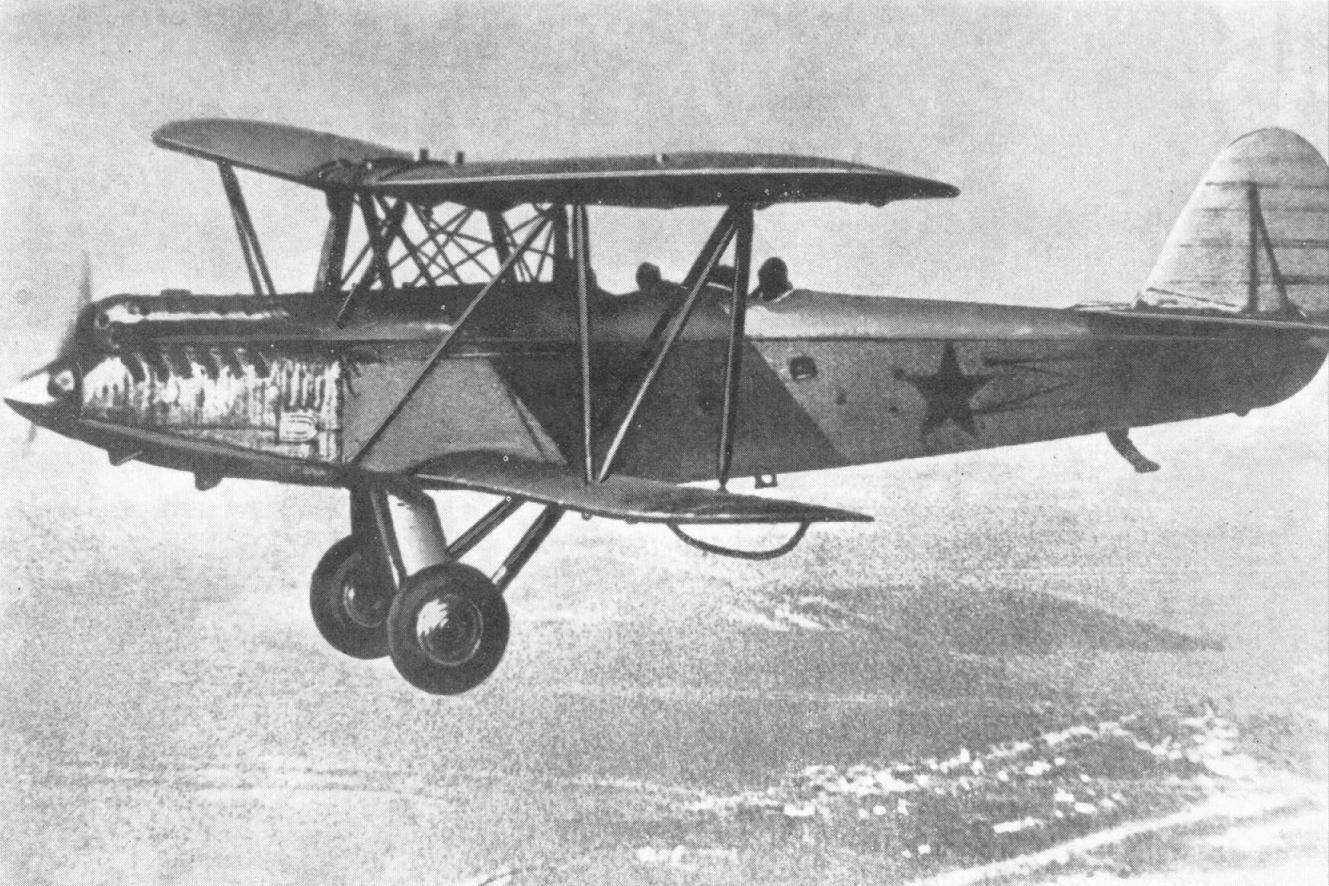
Самолёт-буксировщик П-5

Первый полёт наметили на 28 февраля 1940 года. С утра механики готовили ракетоплан к полёту. В 17 часов Фёдоров, экипированный парашютом, занял своё место в кабине. Самолёт-буксировщик П-5 пилотировал лётчик Н. Д. Фиксон. Кроме него в самолёте находились Щербаков — для работы на лебёдке буксировочного троса, и А. В. Палло — в качестве наблюдателя за полётом ракетоплана. Взлёт РП-318 за самолётом П-5 состоялся в 17 часов 28 минут. Поднявшись на высоту 2600 метров, Фёдоров отцепил буксировочный трос и произвел запуск ЖРД. Ракетоплан увеличил скорость и стал набирать высоту. Вскоре он благополучно приземлился на аэродроме.
Полёты РП-318 дали ценные[какие?] материалы для последующего развития реактивной авиации.